# Ficus coronulata
Ficus coronulata là một loài thực vật có hoa trong họ Moraceae. Loài này được Miq. mô tả khoa học đầu tiên năm 1861.

## Hình ảnh

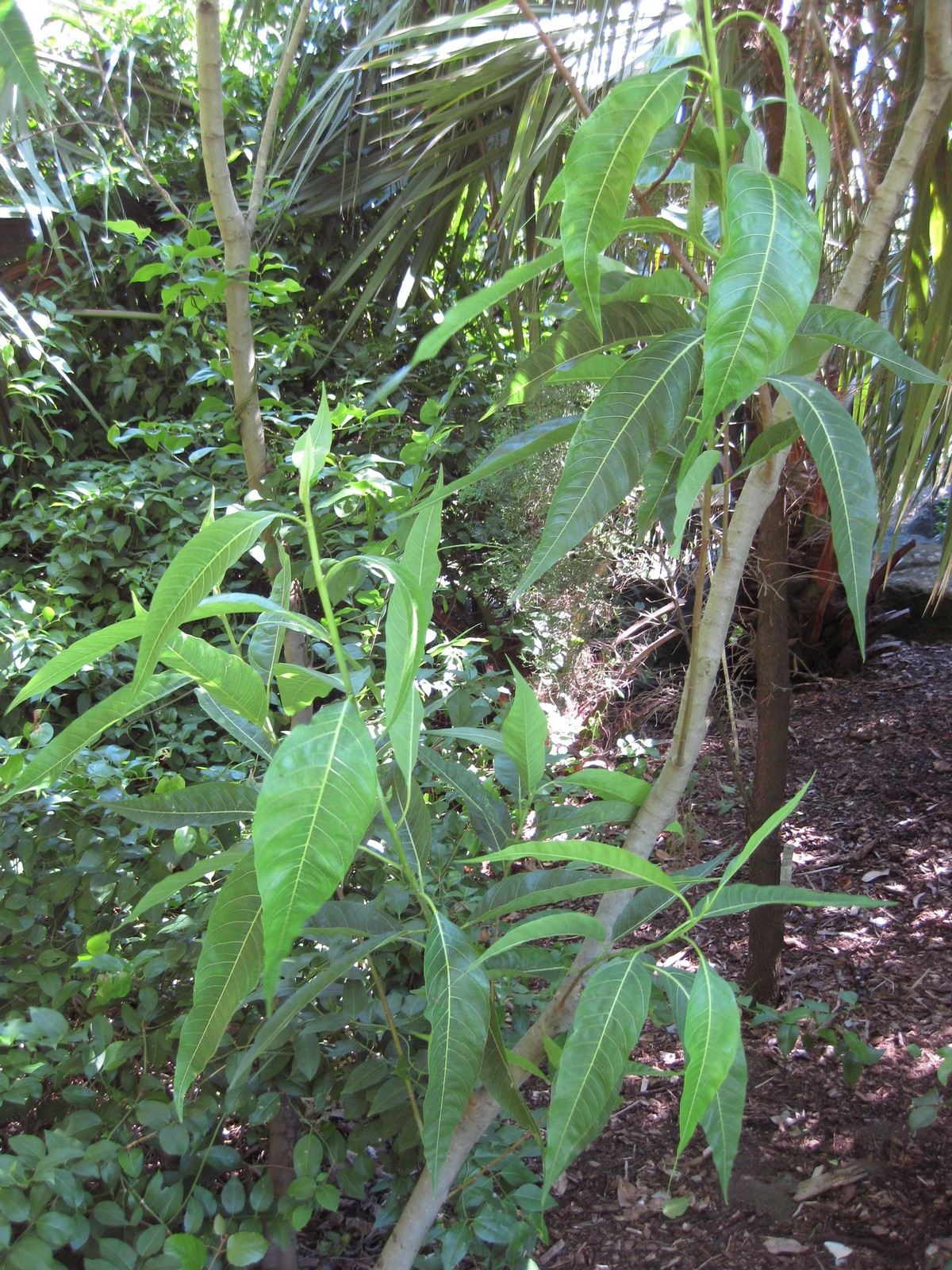
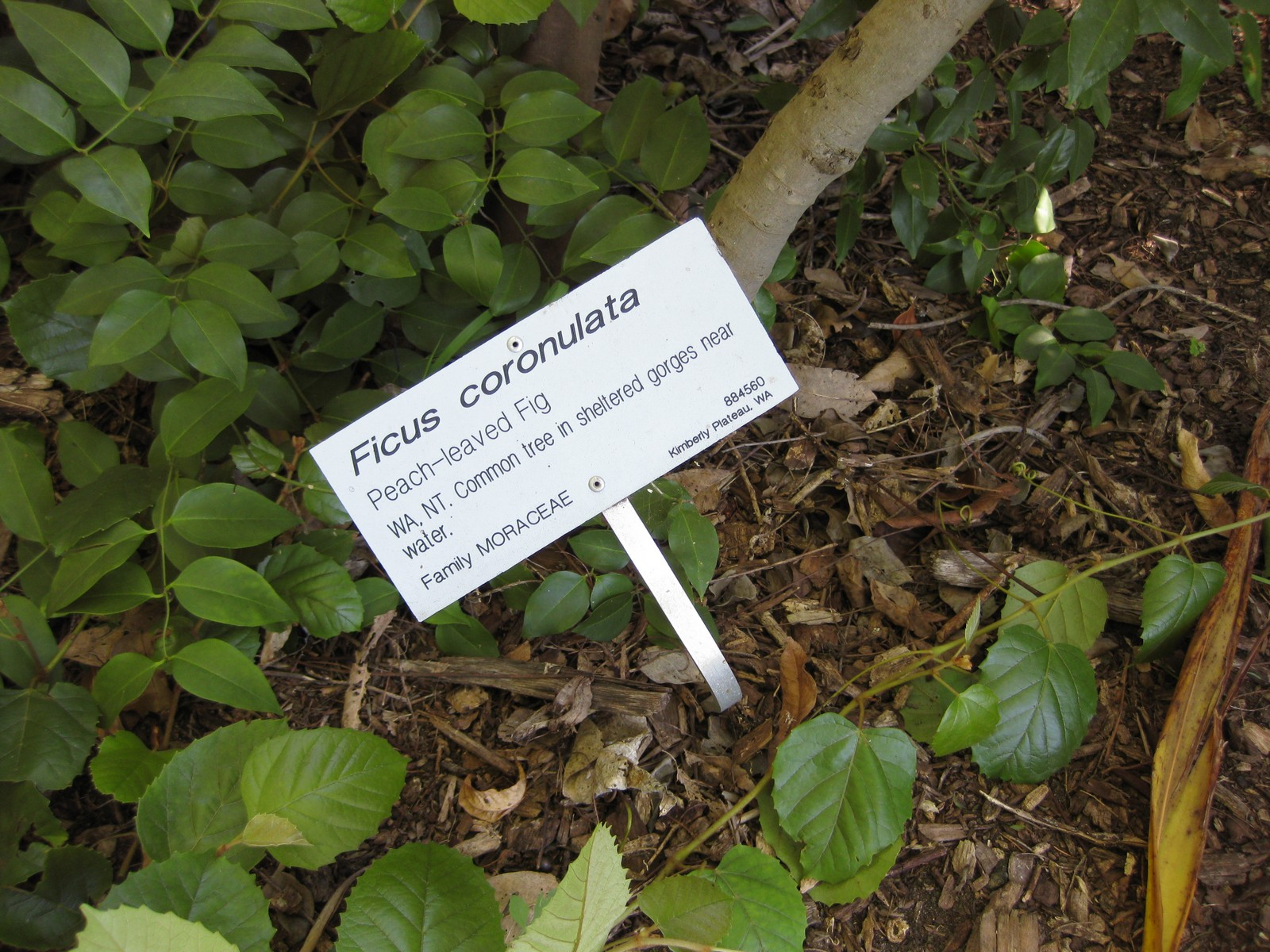